# Diadegma capense
Diadegma capense är en stekelart som först beskrevs av Peter Cameron 1906.  Diadegma capense ingår i släktet Diadegma och familjen brokparasitsteklar. Inga underarter finns listade i Catalogue of Life.